# Medaglia al merito di servizio della Polizia di Stato
Le medaglie al merito di servizio sono decorazioni concesse al personale in servizio nella Polizia di Stato.
Vengono rilasciate su richiesta degli interessati, inoltrata per tramite dell'ufficio di appartenenza, alla Prefettura del luogo dove si presta servizio.
L'articolo 3 del D.M 5/6/1990 richiede, quale requisito necessario comune a tutte le onorificenze, "l'aver prestato onorevole servizio nella Amministrazione della P.S.... Il requisito deve risultare da un'apposita relazione redatta nell'ultima sede di servizio dell'interessato dall'organo competente alla redazione del rapporto informativo."
L'art 5 prevede, inoltre, per il solo personale appartenente al ruolo degli agenti e assistenti, l'equipollenza, ai fini della concessione delle predette onorificenze, tra l'aver ricoperto incarichi di comando ed il possesso dei seguenti requisiti:
- non aver riportato nell'ultimo quinquennio sanzioni disciplinari più gravi del richiamo scritto;
- non aver riportato nell'ultimo decennio sanzioni disciplinari più gravi della deplorazione.

La circolare ministeriale 333/C/2/9008-B/2010 del 21 giugno 2010 stabilisce i criteri di valutazione dell'onorevole servizio richiesto per il riconoscimento delle onorificenze al personale della Polizia di Stato.

## Esclusione
Sono esclusi dalla sussistenza dell'onorevole servizio, senza alcun limite temporale, coloro che:
- abbiano riportato una condanna per uno dei delitti contro la personalità dello Stato o contro la fede pubblica, ovvero per un delitto dei pubblici ufficiali contro la pubblica amministrazione o per uno dei reati previsti dal T.U. del 9 ottobre 1990, n.309;
- coloro che abbiano riportato condanna ad una pena non inferiore a due anni di reclusione per delitto non colposo;
- coloro nei cui confronti il Tribunale ha applicato, anche se con provvedimento non definitivo, una misura di prevenzione, in quanto indiziati di appartenere ad una delle associazioni di cui all'art. 1 della legge 31 maggio 1965, n. 575, come sostituito dall'art. 13 della legge 13 settembre 1982, n.646.

## Nastrini per uniforme ordinaria
Medaglia al merito di servizio della Polizia di Stato oro (20 anni)
 Medaglia al merito di servizio della Polizia di Stato argento (15 anni)
 Medaglia al merito di servizio della Polizia di Stato bronzo (10 anni)